# Eskilstrup Sogn
Eskilstrup Sogn 
ist eine Kirchspielsgemeinde (dän.: Sogn)
auf der Insel Falster im südlichen Dänemark.
Bis 1970 gehörte sie zur Harde Falsters Nørre Herred im damaligen Maribo Amt, danach zur Nørre Alslev Kommune im Storstrøms Amt, die im Zuge der  Kommunalreform zum 1. Januar 2007 in der Guldborgsund Kommune in der Region Sjælland aufgegangen ist.
Im Kirchspiel leben 1358 Einwohner, davon 1081 im Kirchdorf (Stand: 1. Januar 2023).

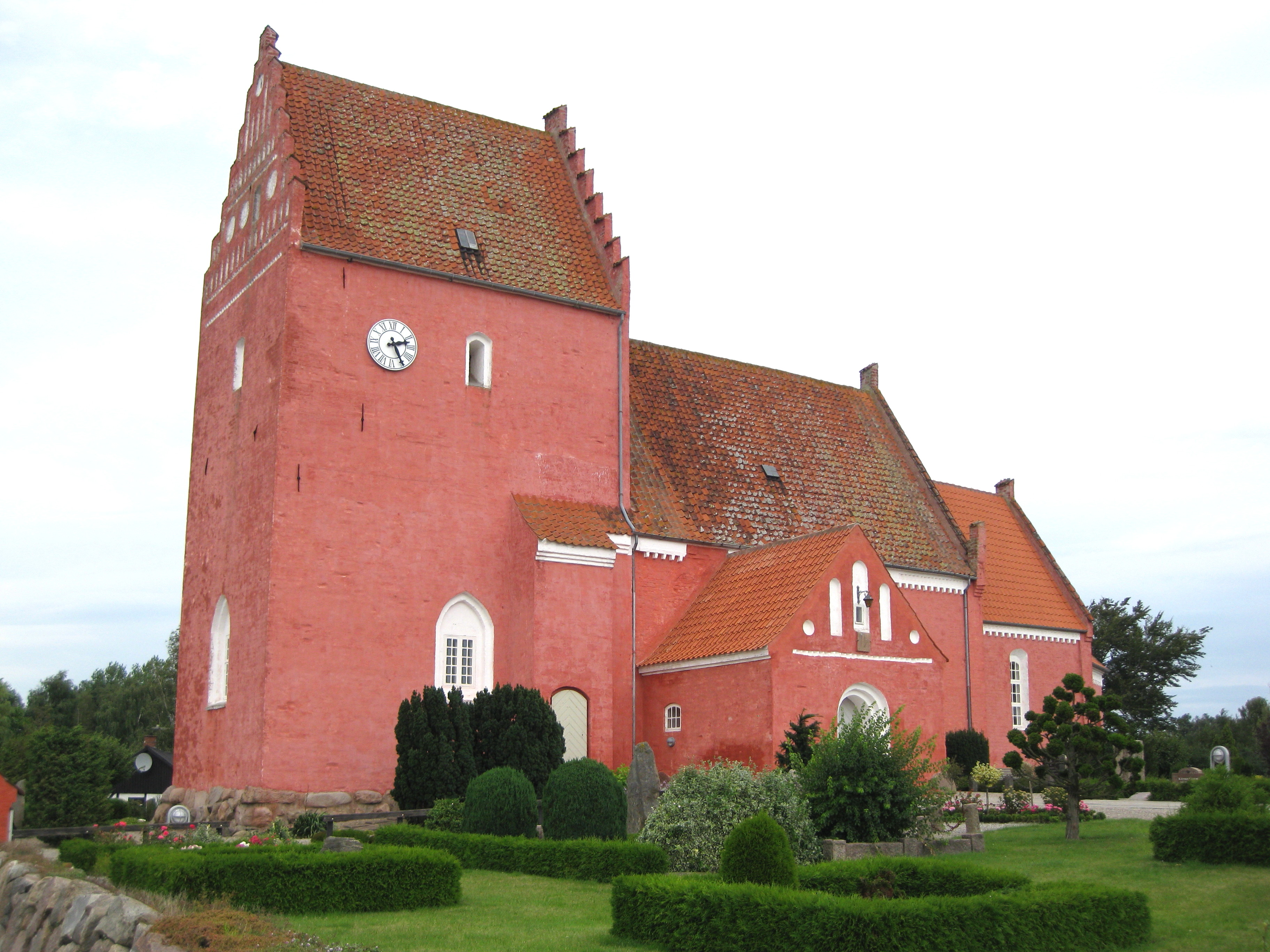
Eskilstrup Kirke

Im Kirchspiel liegt die Kirche „Eskilstrup Kirke“.
Nachbargemeinden sind im Norden Nørre Kirkeby Sogn, im Nordosten Torkilstrup Sogn, im Osten Falkerslev Sogn, im Südosten Tingsted Sogn, im Westen Ønslev Sogn und im Nordwesten Nordvestfalster Sogn.

## Verkehr
Im Gemeindegebiet besteht ein Bahnhof an der Bahnstrecke Ringsted–Rødby Færge.